# Vídeoassaig
El vídeoassaig és un producte audiovisual de duració variable que utilitza escenes de pel·lícules combinades amb altres formats de suport multimèdia per a dur a terme una anàlisi d'un film de manera independent a aquest. Per tant, es pot descriure com un mètode de producció de contingut audiovisual equivalent a l'assaig escrit, ja que en comparteixen l'estructura caracteritzada per a presentar una introducció, un cos i una conclusió que inclouen frases temàtiques, bibliografia i notes, i per a remetre a nocions de coherència, ordre i lògica. Un vídeoassaig eficaç, a més, oferirà una tesi i un conjunt d'arguments sòlids. Aquest sistema també es caracteritza per a plantejar un discurs reflexiu realitzat a partir d'imatges fixes i en moviment, l'estructura del qual respon als interessos personals del mateix autor, que el planteja i ajusta lliurement en el procés de realització.
Aquest mètode de producció que permet revisar i informar subjectivament d'aspectes concrets, que requereix una cerca i una experiència prèvia a la seva creació i que existeix per a transmetre una opinió i per a provocar una reacció en l'espectador, és usat per a fer estudis crítics sobre el cinema tot aprofitant la reflexió que ofereix sobre els films en el seu propi idioma i format, utilitzant-ne la mateixa estructura i llenguatge per a desenvolupar els seus propis arguments. És a dir, es tracta d'una reflexió mitjançant imatges en què es creen noves experiències cinematogràfiques a partir de les originals. Un vídeoassaig pot combinar diferents formes de suport: vídeos (pel·lícules), àudios (música, sons, veu en off) i textos.
Així doncs, el vídeoassaig es presenta com una eina analítica del pensament audiovisual, com una forma material que pensa per a si mateixa i que permet obrir un nou espai de discussió sobre el cinema, ja que, a través d'una combinació d'imatges, sons i paraules, explica un procés de pensament subjectiu que proposa una manera única de veure films, un comportament que el desvia del cinema experimental i de les pràctiques del documental.

## Origen i evolució
Que l'aparició d'Internet ha transformat l'esquema de les crítiques de cinema és obvi, tot i que les formes en què ho ha fet són extremadament difícils de precisar. El canvi més evident és simplement quantitatiu, ja que la tecnologia digital ha permès que la màxima que tothom pot ser un crític sigui més certa que mai. És molt més difícil, però, avaluar l'impacte d'Internet en la qualitat de la crítica de cinema. El que es pot afirmar amb seguretat, per contra, és que la tecnologia digital té un gran potencial per a revitalitzar la crítica, com ha estat l'aparició del vídeoassaig, que sovint es descriu com un format de nous mitjans però que els seus principis bàsics són tan antics com la retòrica, quan l'autor feia una afirmació i, a continuació, presentava proves que l'avaleaven. Es podria afirmar, doncs, que el vídeoassaig sorgeix, com altres expressions fílmiques, de la influència literària, una tradició que en la cultura occidental es remunta als textos sofístics del segle V aC de Ciceró, Séneca o Plutarc. L'anàlisi cinemaotgràfica des de l'aparició del film, per tant, sempre ha estat possible i, de fet, els crítics sempre l'han utilitzada en format imprès, i ho han estat fent des de fa més de 100 anys. I és que, naturalment, mai han estat incapaços de reproduir un atribut cinematogràfic malgrat trobar-se amb certes dificultats, com és el cas del funcionament imprecís del text, de manera autònoma, amb el cinema, fet que feia estremir els crítics, que temien escriure amb un llenguatge diferent al del tema desenvolupat i trobar-se cara a cara amb la frustració de no poder transmetre amb paraules la intensitat d'una escena.
Això, però, canvià durant els anys setanta, quan els estudiosos de l'audiovisual començaren a fer un ús de les ampliacions de fotogrames en realitzar lectures de films. De totes maneres, malgrat que eren útils per a alguns propòsits com ara examinar la composició de la imatge o els esquemes d'il·luminació, els fotogrames eren incapaços de deixar entreveure algunes de les característiques clau de les pel·lícules com per exemple el moviment de la càmera. Així, fins que els DVD no en van facilitar la captura, la majoria de crítics van persistir amb fotografies publicitàries generades per a estudis com a il·lustracions, que per descomptat no servien per a una anàlisi detallada. Per tant, les dificultats que plantejava analitzar una pel·lícula servint-se dels fotogrames o de l'escriptura, un procés que acostumava a veure's limitat per a la inherència de captar els matisos d'un mitjà audiovisual amb un llenguatge senzill, derivaren en la necessitat particular de desenvolupar un mètode eficaç que no obligués als investigadors a reduir el contingut de les seves anàlisis en estudiar els personatges i els temes del film o a malgastar paràgrafs descrivint una escena i, igualment, a no renunciar als seus objectius i als interessos del lector.
D'aquesta manera, l'any 1983, amb l'estrena de Sans Soleil, de Chris Marker, aparegué un primer mètode de reflexió de les imatges a partir d'altres fotogrames, ja que el director de la pel·lícula edità fragments de films preexistents i de programes de televisió, principalment japonesos, i gravà escenes addicionals per a realitzar una obra que s'interpretà com un mixt de documental i cinema experimental. En aquesta nova metodologia hi aparegueren algunes de les característiques que anys més tard, al segle xxi, heredaria el vídeoassaig: muntatge i ús de material aliè al propi, existència d'una tesi per a guiar el discurs i presència d'una veu en off. De totes maneres, aquesta no fou l'única font d'inspiració del què posteriorment esdevindria el vídeoassaig, però sí que va ser la primera en suggerir la metatextualitat entesa com el cinema capaç de realitzar crítiques del propi cinema, un element que esdevindria imprescindible en el nou mètode audiovisual.
Cinc anys més tard, Jean-Luc Godard estrenaria Histoire(s) du cinéma (1988-1998), una breu sèrie de pel·lícules que exposarien un conjunt de narracions amb les quals concebre l'autèntica història del cinema. Aquesta obra incorporà cites esmentades per altres autors, experimentà amb diversos formats de muntatge i generà noves tipologies de seqüències, característiques que el vídeoassaig recuperaria poc després amb algunes variacions formals i tècniques i que en aquell moment no foren acceptades com a nou mètode de producció pel fet que la tesi que plantejava el conjunt de l'obra no era clara i no es manifestava explícitament en el relat i perquè no existien arguments, sinó que s'esmentaven frases repartides esporàdicament per entre el caos del muntatge.
Un altre dels referents més importants del vídeoassaig fou Kogonada, que va fer el seu primer estudi titulat Breaking Bad // POV el gener del 2012. Mitjançant clips de la sèrie de televisió nord-americana Breaking Bad, el vídeo mostrà l'ús que es feia a la sèrie de nombrosos plans des de punts de vista i des d'angles inusuals. Kogonada es va inspirar per a crear el vídeoassaig mentre mirava la sèrie, tot observant una estètica visual recurrent utilitzada al llarg d'aquesta. El primer treball per encàrrec de Kogonada va ser per a la revista Sight & Sound el febrer de 2013, titulat El món segons Koreeda Hirokazu, que posava de relleu el focus habitual del director Hirokazu en la seva vida quotidiana mentre grabava pel·lícules de producció pròpia. Des de llavors, la majoria dels seus vídeoassaigs foren encàrrecs per a empreses que inclogueren el British Film Institute (editor de Sight & Sound), The Criterion Collection, Samsung, i la Lincoln Motor Company. Les obres de Kogonada formaren part d'un creixent moviment de creació de vídeoassaigs en format visual d'anàlisi, apreciació i crítica a Internet, juntament amb la influència que tingueren altres creadors coneguts de l'època com ara Nelson Carvajal i Tony Zhou, així com els crítics de cinema Kevin B. Lee, Matt Zoller Seitz i Scout Tafoya.
Ja en l'època de més expansió del vídeoassaig destacà Moving Pictures: Visual References and Artistry in the Works of David Lynch (2016), un estudi breu realitzat per Andreas Halskov en què s'analitzaven les escenes de diversos films de Lynch tot presentant una tesi a l'inici del vídeo acompanyada de tres arguments que la complementaven i que es desenvolupaven apropiadament a continuació. D'aquesta manera, i en comparació a l'obra de Godard, les característiques del vídeoassaig es van fer obvies: duració menor, argumentació clara, capacitat de transcripció sense problemes, muntatge convencional i focalització en un únic autor.
De totes maneres, són evidents les diferències fonamentals entre aquests experiments inicials i els vídeoassaigs actuals, ja que, per començar, el projecte de Godard va tardar vuit anys en realitzar-se i publicar-se amb una duració de 266 minuts. Avui en dia, qualsevol productor de vídeoassaigs ha creat més continguts que aquella sèrie inicial de films gràcies a l'evolució del programari de vídeo sumat a la reducció del preu dels equips informàtics i de gravació.
En definitiva, el cinema com a tema d'assaig analític estava lluny de ser un fenomen nou i el vídeoassaig com a mètode per a argumentar aspectes sobre una obra d'art fou només una extensió dels models d'anàlisi de pel·lícules establerts pels primers teòrics del cinema a principis del segle xx. El seu origen, doncs, es relaciona amb l'antiga necessitat de mostrar i precisar pensaments visuals que quedaren reflectits en aquest tipus de creació, capaç de generar reflexions, afavorir el desenvolupament i l'enriquiment d'una idea, reflexionar sobre el mètode d'exposició de diverses perspectives d'un film i capturar tota la informació visual rellevant a l'instant.

## Popularitat
En els últims anys, el vídeoassaig ha experimentat una creixent popularitat gràcies a l'aparició d'Internet i a l'expansió de plataformes per a compartir vídeos com ara YouTube o Vimeo, de la mateixa manera que ha augmentat el nombre de gent que veu pel·lícules, les comenta, les edita i en comparteix el seu contingut, fet que en fomenta l'anàlisi i la discussió. Per aquest motiu, el vídeoassaig s'està convertint ràpidament en una categoria artística discreta amb tècniques pròpies malgrat que, en la seva intenció, no és diferent del seu homòleg imprès que durant milers d'anys ha estat un mitjà per als escriptors per a afrontar qüestions difícils i escriure-les a la pàgina.
Aquest augment de popularitat també s'explica majoritàriament pel fet que aquest nou sistema de crítica és més accessible en comparació als assajos escrits tradicionals. De fet, l'espectador, el consumidor de les imatges, cada vegada accedeix a aquest món més aviat i, per tant, es troba amb capcaitat de veure, criticar i, fins i tot, produir elements multimèdia. I és que realitzar registres en vídeo ja resulta una tasca fàcil per a les noves generacions, que disposen de dispositius mòbils on poder-ne realitzar l'edició, la manipulació i la introducció en els diferents mitjans audiovisuals. Per aquest motiu, molts vídeoassaigs tenen un propòsit acadèmic, ja que a l'aula tenen moltes aplicacions educatives, incloent obridors de converses, oportunitats de visualització activa, lliçons de drets d'autor i oportunitats d'avaluació. És important destacar, però, que aquest estil mediàtic no substitueix l'educació tradicional, sinó que es tracta d'una nova pràctica més enllà de l'ensenyament aplicat fins a l'actualitat. De fet, aquest nou mitjà crític demostra un canvi en el mètode retòric de l'aprenentatge, ja que, a diferència de l'assaig tradicional que busca evidenciar i convèncer sobre un tema concret, el vídeoassaig només en suggereix possibilitats i, per tant, no és el final d'una investigació acadèmica sinó que està dissenyat per a inspirar i generar una reflexió.

## Característiques
Un dels forts evidents de la crítica digital i, per tant, del vídeoassaig, és la seva variabilitat. Per exemple, i a diferència dels seus homòlegs impresos, la majoria dels crítics en línia són lliures d'escriure i d'estudiar qualsevol pel·lícula que vulguin i d'explorar estils d'escriptura alternatius, sense restriccions de la política editorial. De fet, als crítics de cinema, en un inici, els era molt difícil reproduir els atributs cinematogràfics i havien d'imitar-los, evocar-los o descriure'ls. En l'època digital, però, aquest sistema s'ha modernitzat i, per a primera vegada, hi ha una equivalència material entre la pel·lícula i la crítica cinematogràfica, ja que totes dues existeixen simplement com a fitxers multimèdia. Així doncs, el més important i prometedor és que els crítics en línia poden incorporar en el seu treball imatges i so en moviment, com s'evidencia en la producció d'un vídeoassaig, que utilitza normalment imatges editades de les pel·lícules analitzades per tal d'enriquir i ampliar la funció de la crítica.
Una altra de les característiques del vídeoassaig és l'habilitat que té per a experimentar amb diferents aspectes relatius a la representació, ja que fa ús de determinades eines de muntatge i utilitza materials fílmics diversos, alguns de producció pròpia i altres d'apropiats. D'aquesta afirmació es pot concloure que el vídeoassaig se serveix de dues tipologies d'estretègies:
- Demostració pedagògica: forma millorada de la conferència il·lustrada que utilitza, en aquest cas, nous instruments i mitjans per a la seva producció audiovisual. Per a valorar i apreciar aquest format de vídeoassaig és important situar-lo dins d'una història completa i ampliada de la crítica cinematogràfica que ha navegat entre el comentari de text i l'audiovisió citada. Aquesta història recorreria la conferència multimèdia en directe, el disseny i la maquetació de revistes de cinema, els comentaris d'àudio en DVD i els segments de televisió en profunditat dedicats al cinema fins a arribar a la producció com a tal del vídeoassaig. Aquesta estretègia, a més, pot vincular-se al posicionament de l'artista davant dels fets, ja que mostra l'evidència d'un posicionament particular, d'una perspectiva personal i subjectiva, d'un esperit crític i d'una voluntat de canvi que posa en dubte les veritats establertes i que permet exposar els temes lliurement.[20]
- Artística: capacitat de barrejar gèneres audiovisuals, expressions de tècniques de muntatge i experimentacions amb la naturalesa diversa de les imatges i dels àudios.[4] Aquest format de vídeoassaig es basa en els vídeos i en les peces de mitjans digitals, a partir dels quals es fan collages de les imatges trobades i d'altres materials de la mostra. Aquesta és la tradició, molt sovint, del cine-poema, l'anomenada tradició sublim.[20]

Aquestes dues formes de l'assaig audiovisual, però, és en el material que utilitzen per a compondre’s [fragments o extractes (de vegades talls molt petits) d'obres audiovisuals preexistents] que s'uneixen, ja que ajuntar aquestes peces per a formar una nova obra, pedagògica o poètica, sempre serà una qüestió de muntatge. Aquesta unió s'evidencia, per exemple, en la sèrie Histoire(s) du cinéma (1988-1998) de Jean-Luc Godard, que es basa i desenvolupa aquestes dues tradicions fins al punt que és difícil saber on acaba la demostració i on comença el cine-poema. En fer aquesta afirmació sobre el muntatge s'han de tenir en compte les eines que els programes d'edició digital posen a la disposició dels usuaris actualment, conegudes com a eines de postproducció i que han esdevingut, actualment, i tant per als cineastes que treballen en l'àmbit de les imatges trobades com per als realitzadors de vídeoassaigs, autèntiques eines de producció. Aquestes eines, de fet, permeten que el vídeoassaig sigui precisament un assaig, ja que són un conjunt d'eines que permeten escriure amb imatges i sons. D’altra banda, també funcionen com a eines de posada en escena de fotografia i de so, per exemple, ja que permeten unir dos plans o bé alterar l'enquadrament, ampliar detalls, enfosquir o eliminar parts de les imatges, modificar la il·luminació, el color o el contrast, jugar amb la velocitat del moviment, eliminar, canviar o afegegir sons i música, crear superposicions que no existien en el material original, etc. Harun Farocki, que treballava amb freqüència en instal·lacions de galeries que utilitzaven múltiples pantalles, en proposava una distinció que resulta molt útil: muntatge dur i muntatge suau. El muntatge dur correspon a la concepció clàssica del muntatge, on una imatge segueix una altra. El muntatge suau, per contra, és el tipus de muntatge que es produeix quan s’exhibeixen diverses pantalles simultàniament. Per a Farocki, "una imatge no pren el lloc de l'anterior, sinó que la complementa, la revalora, la equilibra" i, per tant, el muntatge suau té l'avantatge de combinar diferents perspectives que estableixen "una relació general, en lloc d'una estreta oposició o equació". Aquesta relació a la qual es refereix Farocki és crucial per al vídeoassaig, ja que es podria afirmar que el seu èxit depèn, en gran part, de com es treballen i de com es modulen els diferents canals que existeixen en els fragments utilitzats. Per a exeplificar-ho, es podria citar el vídeoassaig Pass the Salt (2006) de Christian Keathley, que es dedica a analitzar i a interpretar part d'una escena de Anatomy of a Murder (1959) d'Otto Preminger. En l'anàlisi d'aquesta escena, Keathley fa un ús extensiu del zoom per a ampliar i aïllar una sèrie de detalls del pla (refilmats des d'una pantalla de televisió), mentre n'oculta d'altres. D’aquesta manera, s'assegura que l'atenció de l'espectador se centra en aquells elements particulars del pla que comenta en cada moment. A més, també en modifica el so, augmentant-ne i reduint-ne el seu volum per a propòsits específics. I de tant en tant, perquè es pugui concentrar l'espectador en la pista d'àudio, Keathley opta per a suprimir la imatge i reprodueix el so sobre una pantalla negra.
El vídeoassaig, per tant, és un tipus d'obra ambiciosa intel·lectualment que s'esforça no només a fer pensar l'espectador, sinó que també reflecteix l'opinió de l'autor, que exposa els temes lliurement i, de retruc, els allibera de seguir unes pautes i unes normes específiques, la qual cosa ocasiona que cada autor, i dins de cada autor cada peça de vídeoassaig, presenti unes característiques més o menys diverses dins de les mínimes exigides. La identitat del cineasta, doncs, es mostra en el procés de reflexió i de representació d'aquesta reflexió sense establir una distància entre ambdues, ja que es conjunten: es reflexiona representant i es representa reflexionant. D'aquesta manera, el vídeoassaig té l'habilitat d'experimentar amb diferents aspectes relatius a la representació, ja que, en retratar els pensaments d'un jo provisional, rebutja les tècniques pròpies del caràcter documental i es mostra com un espai de creació lliure tan pel que fa a la tècnica, com pel que fa als recursos, com pel que fa a les formes. Així és que l'autor fa ús de determinades eines de muntatge i utilitza materials fílmics diversos, alguns de producció pròpia i d'altres d'apropiats, per a aportar quelcom que el simple text no pot transmetre i que li permet fer visible el món invisible de pensaments i idees a la pantalla. A més, i a diferència del documental, que presenta fets i informació, el vídeoassaig produeix un pensament complex que evoluciona en desenvolupar una nova manera de veure pel·lícules. Tot això posa de manifest el fet que busca un espai propi de significació desvinculat de la resta de mitjans audiovisuals i, per tant, conforma un espai deiferenciat amb recursos i metodologies propis.
Tots els vídeoassaigs comparteixen una presa de posició en les seves reflexions fruit de la subjectivitat de l'autor, que intenta realitzar un descobriment o mostrar una veritat. Aquesta fita, però, es veu dificultada pel fet que aquest mètode audiovisual es pregunta més del que es contesta i s'enfatitza més en el procés de realització que en el resultat, ja que és en el seu muntatge on es produeix el procés de reflexió. De fet, les idees que es disposen a través de les imatges no poden ser considerades com a prèvies a la pròpia acció o intervenció audiovisual del vídeoassaig i només es pot considerar com a punt de partida el desig de l'autor per a indigar en el seu discurs. Aquesta tècnica, per tant, és susceptible a ser corregida, criticada o posada en dubte, ja que genera controvèrcia precisament pel seu caràcter subjectiu. D'aquesta manera, en comptes d'argumentar veritats absolutes, el vídeoassaig incita a la discussió. Així doncs, un vídeoassaig pot iniciar o prolongar un debat, però mai acabar-lo.
Pel que fa al punt de vista acadèmic, aquest mètode constitueix una nova forma de producció intel·lectual, un exercici que obliga la ment de l'alumne/a a desplaçar-se entre dues formes de comunicació, dues formes de pensar, demostrant així que la imatge en moviment és una metodologia que reflexiona. Això és possible gràcies a les eines sense precedents que la tecnologia posa a la disposició de l'alumnat que ara, en comptes d'utilitzar paraules per a descriure escenes de pel·lícules, utilitza el vídeoassaig per a expressar-ne els mateixos pensaments.

## Tipologies
El format del vídeoassaig presenta dues tendències gràcies a la seva flexibilitat, fet que permet aquesta àmplia varietat de formes de narrar que, de totes maneres, comparteixen un llenguatge audiovisual, un ritme i una selecció d'imatges en comú:
- Aquells que presenten una estructura clara, una tesi, una argumentació i una conlclusió i que generalment estan realitzats per a persones amb estudis i experiència en la docència que creen el contingut amb fins educatius i seguint les normes de l'acadèmia.
- Aquells que no sempre presenten una estructura única, que el seu discurs és una reflexió fluida difícil de dividir en arguments individuals, que utilitza diversos mitjans d'edició i que està realitzat per a persones no vinculades al món de la docència.

Un altre mètode d'agrupació dels vídeoasaigs es basa en els canals que acostumen a dominar el cinema: l'estilístic i el narratiu. Per tant, els vídeoassaigs es poden agrupar i comparar amb relació a quins d'aquests dos grans corrents afavoreixen mitjançant el treball de filtratge selectiu del seu muntatge.
- Basar-se en correspondències estilístiques: els ressons entre certs plans de pel·lícules aparentment molt diferents, certs jocs de color, certs gestos o indicacions musicals, etc. En definitiva, és una versió del que Eisenstein va anomenar muntatge overtonal.
- Basar-se en correspondències narratives: mètode més escàs i el somni etern dels cineastes per a poder agafar peces de moltes pel·lícules i d'alguna manera encadenar-les per a formar allò que l'espectador percebria i experimentaria com una narració única i fluida (per molt surrealista que sigui aquesta narració), una mena de ‘text mestre’ que evocaria les típiques escenes, situacions i trames de tot el cinema narratiu, o almenys del cinema narratiu en les seves formes més estereotípiques i familiars. L'exemple més conegut en els darrers anys és l'ambiciós Final Cut-Ladies and Gentlemen (2012) de György Pálfi.

## Vídeoassaigs destacats
- Les statues meurent aussi de Chris Marker i Alain Resnais (1953).
- Tràiler de Mouchette de Jean-Luc Godard (1967).
- Kashima Paradise de Yann Le Masson i Bénie Deswarte (1973).
- Sans soleil de Chris Marker (1982).
- JLG/JLG de Jean-Luc Godard (1994).
- Level 5 de Chris Marker (1996).
- Histoire(s) du cinéma de Jean-Luc Godard (1988-1998).
- Les Soviets plus l'électricité de Nicolas Rey (2001).
- Notre musique de Jean-Luc Godard (2004).

## Autors/es destacats/ades
Altres artistes que destaquen per a la seva contribució vídeoassagística són els següents:
- Chantal Akerman
- Yaël André
- Edmond Bernhard
- Hartmut Bitomski
- Benjamin Christensen
- Jem Cohen
- Pierre Creton
- Dominique Dubosc
- Harun Farocki
- Georges Franju
- Esteban Kang
- Johan van der Keuken
- Alexander Kluge
- Thierry Knauf
- Robert Kramer
- Boris Lehman
- Gaël Lépingle
- Cyril Mennegun
- Manoel de Oliveira
- Artavazd Pelechian
- David Perlov
- Jean-Daniel Pollet
- Daryush Shokof
- Radovan Tadic
- Lydie Wisshaupt-Claudel
- Federico Fellini
- João César Monteiro